# Charles Waddington
Charles-Pendrell Waddington (19 de junio de 1819, Milán – 18 de marzo de 1914, Fontaine-Daniel, Mayenne) fue un filósofo y profesor francés de religión protestante y ancestros ingleses, antiguo alumno de la École normale supérieure, doctor en Letras, que fue nombrado profesor de filosofía antigua en 1879, en la Sorbona. Era primo de Richard y William Henry Waddington. En 1888 se le eligió como miembro de la Académie des sciences morales et politiques.